# Svetlana Sheveliova
Svetlana Sheveliova –en ruso, Светлана Шевелёва– (26 de enero de 1997) es una deportista rusa que compite en esgrima, especialista en la modalidad de sable.
Ganó una medalla de plata en el Campeonato Mundial de Esgrima de 2018 y dos medallas Campeonato Europeo de Esgrima de 2018, oro en la prueba por equipos y bronce en la prueba individual.

## Palmarés internacional
| Campeonato Mundial | Campeonato Mundial | Campeonato Mundial | Campeonato Mundial |
| Año                | Lugar              | Medalla            | Prueba             |
| ------------------ | ------------------ | ------------------ | ------------------ |
| 2018               | Wuxi (China)       | Medalla de plata   | Sable por equipos  |
| Campeonato Europeo |                    |                    |                    |
| Año                | Lugar              | Medalla            | Prueba             |
| 2018               | Novi Sad (Serbia)  | Medalla de oro     | Sable por equipos  |
| 2018               | Novi Sad (Serbia)  | Medalla de bronce  | Sable individual   |